# Kanton Draguignan
Kanton Draguignan is een kanton van het Franse departement Var. Kanton Draguignan maakt deel uit van het arrondissement Draguignan en telt 44.984 inwoners in 2018.

## Gemeenten
Het kanton Draguignan omvatte tot 2014 de volgende 5 gemeenten:
- Ampus
- Draguignan (hoofdplaats)
- Flayosc
- La Motte
- Trans-en-Provence

Ingevolge het decreet van 27 februari 2014 met uitwerking op 22 maart 2015, werd het kanton beperkt tot de gemeenten:
- Draguignan (hoofdplaats)
- Trans-en-Provence